# NRP Polar (A 5204)
O NRP Polar ou NE Polar é um navio escola da Marinha Portuguesa, utilizado para a instrução de cadetes da Escola Naval.
O Polar é uma réplica do famoso iate América que atravessou o Atlântico, vencendo o 100 Guinea Cup em 1851, cujo nome passou a baptizar o troféu de vela mais cobiçado no mundo.
O iate era, originalmente, chamado Anne Linde, sendo propriedade de uma empresa alemã que o utilizava para a realização de cruzeiros charter.
A 21 de outubro de 1983 foi comissionado na Marinha Portuguesa, sendo usado para os cadetes porem em prática os seus conhecimentos de navegação e marinharia. A embarcação foi cedida a Portugal em contrapartida pela cedência do antigo navio escola NRP Sagres à organização alemã Windjammer fur Hamburg e veio substituir o palhabote Sirius, que passou ao Museu da Marinha. O Sirius tinha sido um iate Real, oferecido pelo Rei D. Luís I à sua mulher, a rainha D. Maria Pia de Saboia, em 1876.
Em 5 de março de 2025 o navio afundou-se enquanto estava atracado na Base Naval de Lisboa, no Alfeite. O acidente não causou vítimas nem perigo de poluição resultante do naufrágio. O navio encontra-se parcialmente submerso, e as equipas especializadas já estão a trabalhar para a sua reflutuação. As causas do afundamento não são conhecidas.